# Winnetou (München 1919)
Winnetou war der Titel einer frühen Dramatisierung der Winnetou-Trilogie Karl Mays, die mehrfach überarbeitet wurde.
Hermann Dimmler schrieb ein Theaterstück zum „Winnetou“-Stoff, das 1919 in München uraufgeführt, aber erst 1928 unter dem Titel Winnetou. Reiseerzählung von Karl May. Für die Bühne gestaltet von Dr. H. Dimmler veröffentlicht wurde.

## Personen
Winnetou, Intschu-tschuna, Nscho-tschi, Klekih-petra, Tangua, Old Shatterhand, Sam Hawkens, Dick Stone, Santer, Collins, Hillmann (Farmer), Marie (seine Frau), Bob (sein Sohn), Großmutter, Apatschen, Kiowas, Farmer, Arbeiter.
Dimmler weist darauf hin, dass die Darsteller von Klekih-petra, Collins und Nscho-tschi gleichzeitig die Rollen Hillmanns, Bobs und der Großmutter übernehmen können. Hillmanns Frau Marie könne auch gestrichen werden.

## Bilder

### Erster Aufzug: In der Prärie
- 1. Bild: Durchs Gebiet der Apatschen („Geräte zur Bahnvermessung“)
- 2. Bild: Winnetou in Fesseln („Intschu-tschuna und Winnetou an Bäume gebunden...“)

### Zweiter Aufzug: Im Pueblo der Apatschen
- 3. Bild: Zweikampf und Blutsfreundschaft („vor dem Pueblo der Apachen“)
- 4. Bild: Die rote Taube stirbt („... wie zuletzt, ohne Marterpfähle“)

### Dritter Aufzug: Helldorf-Settlement
- 5. Bild: Auf den Spuren des Mörders
- 6. Bild: Bei den Landsleuten in Helldorf-Settlement
- 7. Bild: Der Überfall
- 8. Bild: Der Racheschwur
- 9. Bild: Winnetous Tod

## Inhalt
Das Stück beginnt mit dem Gespräch zwischen Klekih-petra und Old Shatterhand im Lager der Landvermesser.
Noch während sie sprechen erscheint ein Bär; Nscho-tschi, die ihm als Jägerin gefolgt ist, schießt ihn an, getötet wird er aber von Shatterhand, der Nscho-tschi dadurch rettet. Collins und Santer geraten mit Shatterhand in Streit. Nscho-tschi und Old Shatterhand sprechen miteinander und er schenkt ihr ein kleines Kreuz. Intschu-tschuna verbietet erfolglos den weiteren Bau der Eisenbahn; die Situation eskaliert und Santer erschießt Klekih-petra.
Die Apatschen ziehen ab und dank Sam Hawkens verbünden sich die Weißen mit den Kiowas. Die angreifenden Apatschen werden gefangen genommen und Winnetou und Intschu-tschuna von Shatterhand befreit. Beim folgenden Apatschenangriff werden die Weißen gefasst.
Im Pueblo sprechen Nscho-tschi und Winnetou miteinander. Sie ist überzeugt von Shatterhands Unschuld. Bei einem Wettschwimmen besiegt Shatterhand Intschu-tschuna; Winnetou und Old Shatterhand werden Blutsbrüder. Shatterhands Bitten rettet Santer vor dem Marterpfahl. Er wird freigelassen.
Als Old Shatterhand Nscho-tschi gesteht, dass er ihre Liebe erwidert („Nun, so möge meine rote Taube nehmen, was ihr gehört!“), wird sie von Santer erschossen.
An anderm Orte: Sam und Dick Stone gedenken der gemeinsamen Vergangenheit, als Winnetou sie informiert, dass Santer mit den Kiowas naht und offenbar Helldorf-Settlement oder die Bahnstation Echo-Cañon überfallen will. Sie beschließen, die Nacht in Helldorf-Settlement zu verbringen, wo deutschstämmige Siedler u. a. das „Ave Maria“ singen, das Old Shatterhand als sein „Marienlied“ erkennt, das er einst in Chicago für Hillmanns Gesangsverein geschrieben hat. Von hier aus brechen Shatterhand, Winnetou, Sam Hawkens und Dick Stone zur Bahnstation auf. Während sie noch unterwegs sind, wird Helldorf-Settlement überfallen und die Bewohner werden als Gefangene zum Hancock-Berg gebracht. Old Shatterhand & Co. haben Santer gefangen und folgen den Verschleppten zum Hancock-Berg. Bei der Befreiung wird Winnetou von der Kugel eines Kiowa getroffen. Die Farmer singen ihm nochmals das „Ave Maria“. Er stirbt.
[Kürzungsmöglichkeiten gibt Dimmler durch eckige Klammern im Text an.]

## Inszenierungen
- Die früheste bekannte Inszenierung war am 8. November 1919 in München am Deutschen Theater. Regie führte damals Alfred Lommatzsch. Er setzte das Stück in „9 Bildern“ um.
- Winnetou (Dresden 1930)
- Winnetou (Hohenstein-Ernstthal 1932) (mit Werner Legère als Winnetou)[1]

## Texte
- Hermann Dimmler: Winnetou. Reiseerzählung von Karl May. Für die Bühne gestaltet. Radebeul 1928.